# Konventionen angående föreningsfrihet och skydd för organisationsrätten
Konventionen angående föreningsfrihet och skydd för organisationsrätten (ILO:s konvention nr 87 angående föreningsfrihet och skydd för organisationsrätten, Freedom of Association and Protection of the Right to Organise Convention) är en konvention som antogs i San Francisco i Kalifornien i USA av Internationella arbetsorganisationen (ILO) den 9 juli 1948, samtidigt som FN:s allmänna förklaring om de mänskliga rättigheterna. Konventionen tillerkänner arbetsgivare och arbetstagare rätten att fritt bilda och ansluta sig till egna organisationer och genomföra kollektiva förhandlingar. Med tiden har även konflikträtten, genom rättspraxis, kommit att inlemmas i denna föreningsrätt.
I juli 2014 hade 153 av ILO:s 183 medlemsstater raticiferat konventionen. Den är en av ILO:s åtta kärnkonventioner.